# Trofeo Luis Bonavia 2016
El Trofeo Luis Bonavia 2016 (Lousito Bonavia Trophy en inglés) fue la edición número 2 del Trofeo Luis Bonavia. Esta edición la disputaron Lynx, campeón de la División 1 2015-16 y Gibraltar Phoenix, subcampeón de la Futsal Rock Cup 2016, esto debido a que Lynx ganó División 1 2015-16 y la Futsal Rock Cup 2016.
El trofeo se disputó a partido único en el Tercentenary Sports Hall el 1 de octubre de 2016. Lynx se coronó campeón luego de vencer por 15 - 2.

## Equipos participantes
| Equipo            | Método de clasificación            |
| ----------------- | ---------------------------------- |
| Lynx              | Campeón de División 1 2015-16      |
| Gibraltar Phoenix | Subcampeón de Futsal Rock Cup 2016 |

## Final

### Partido
|                                                                         |           |                |                   |                   |                    |
| Lynx                                                                    | Lynx      | Lynx           | Gibraltar Phoenix | Gibraltar Phoenix | Gibraltar Phoenix  |
| 15                                                                      | 15        | 15             | 2                 | 2                 | 2                  |
| 1 de octubre de 2016, 20:00 (HEC) - Tercentenary Sports Hall, Gibraltar |           |                |                   |                   |                    |
| POR                                                                     | 1         | Romero Gómez   | POR               | 1                 | Fernández Jiménez  |
| DEF                                                                     | 5         | Duarte         | DEF               | 2                 | Hanafi             |
| DEF                                                                     | 6         | Medina         | DEF               | 6                 | Fernández Sabastro |
| DEL                                                                     | 7         | Robba          | DEL               | 7                 | Ceballo Sánchez    |
| DEL                                                                     | 9         | Heredia Vargas |                   |                   |                    |
| Suplentes                                                               | Suplentes | Suplentes      | Suplentes         | Suplentes         | Suplentes          |
| POR                                                                     | 4         | Ruiz           | POR               | 3                 | Castle             |
| DEF                                                                     | 10        | Martín Martín  | DEF               | 4                 | Cortes Silva       |
| DEL                                                                     | 11        | Ruiz           | DEL               | 8                 | Caravante Correro  |
| DEL                                                                     | 12        | Reoch          | DEL               | 15                | Baglietto          |
| DEL                                                                     | 14        | Gómez Reinaldo |                   |                   |                    |
| Reporte                                                                 |           |                |                   |                   |                    |